# Сергеев, Илья Михайлович
Илья Михайлович Сергеев (18.01.1925 — 10.10.1981) — командир орудия в танковом экипаже 59-й гвардейской танковой бригады гвардии старший сержант.

## Биография
Родился 18 января 1925 года в станице Павлодольской Моздокского района Северной Осетии. Окончил 7 классов. Работал в колхозе.
В 1943 году был призван в Красную Армию. На фронте с мая 1943 года. Воевал на 1-м и 2-м Белорусских фронтах в составе 59-й гвардейской танковой бригады, был командиром орудия в танковом экипаже. Участвовал в боях за освобождение Белоруссии и Польши.
С 24 по 29 июля 1944 года в боях за освобождение городов Люблин и Минск-Мазовецки участвуя в танковой атаке гвардии сержант Сергеев в составе экипажа уничтожил 6 орудий, 8 пулеметов, бронетранспортер, свыше 15 автомашин с вооружением и боеприпасами и около 30 противников. Вместе с механиком-водителем под огнём врага быстро заменил поврежденную снарядом гусеницу. В ходе прорыва вражеской линии обороны стоявшее в засаде противотанковое орудие противника открыло огонь по нашему головному танку. Сергеев быстро развернул башню и двумя снарядами заставил замолчать вражеское орудие.
Приказом по 8-му гвардейскому танковому корпусу от 16 августа 1944 года гвардии сержант Сергеев Илья Михайлович награждён орденом Славы 3-й степени.
С 18 по 24 августа 1944 года в наступательных боях в районе населенных пунктов Тесущ, Ситки, Круще-Старс, Воля-Палитовска гвардии сержант Сергеев огнём из орудия подбил один танк, самоходное орудие, два противотанковых орудия, минометную батарею и уничтожил до 20 вражеских автоматчиков.
Приказом по войскам 1-го Белорусского фронта от 18 октября 1944 года награждён гвардии сержант Сергеев Илья Михайлович награждён орденом Славы 2-й степени.
22 января 1945 года, действуя в разведке в районе населенного пункта Нове-Място гвардии старший сержант Сергеев огнём своего орудия вывел из строя 2 танка «пантера», стоявших в засаде, уничтожил 2 орудия, 3 пулеметные точки и до 30 вражеских солдат и офицеров. В конце боя заменил выбывшего из строя командирa танка. Всего в наступательных боях с 15 по 26 января 1945 года экипаж танка, в котором был гвардии старший сержант Сергеев уничтожил 5 орудий, 7 пулеметов, дзот, 4 автомашины, минометную батарею и свыше 50 противников.
Указом Президиума Верховного Совета СССР от 10 апреля 1945 года за исключительное мужество, отвагу и бесстрашие, проявленные в боях с вражескими захватчиками гвардии старший сержант Сергеев Илья Михайлович награждён орденом Славы 1-й степени. Стал полным кавалером ордена Славы.
В мае 1945 года был демобилизован. Вернулся на родину. Жил и работал в городе Моздоке. В 1950 году окончил сельскохозяйственный техникум. Участвовал в телепередаче «Солдатские мемуары» Константина Симонова. Скончался 10 октября 1981 года.

## Награды
Награждён орденами Славы 3-х степеней, медалями.

## Память
Его именем назван переулок в СНТ «Медик», Мясниковского района, Ростовской области на котором проживает его дочь — Валентина Ильинична, внучка и правнуки.
В станице Павлодольской Моздокского района РСО-Алания одна из улиц названа его именем: улица полного кавалера ордена Славы Сергеева.